# Del Marquis
Derek Gruen, znany pod pseudonimem Del Marquis (ur. 31 sierpnia 1977 w Nowym Jorku) – amerykański muzyk, główny gitarzysta grupy Scissor Sisters.
Do zespołu dołączył w roku 2001. Siedem lat później rozpoczął także karierę solową; jego debiutancki album EP pt. "Hothouse" wydano 2 grudnia 2008.
W 2008 roku Del Marquis wyprodukował film Kuvaputki, wyreżyserowany przez Edwarda Quista, wydany niezależnie na rynku DVD.
Jest zadeklarowanym gejem.